# Kontinentalni pokal u skijaškim skokovima
Kontinentalni pokal je međunarodno natjecanje u skijaškim skokovima koje organizira međunarodna organizacija FIS, Međunarodna skijaška federacija od 1991. godine. Drugo je po snazi natjecanje. Više od njega je Svjetski kup. Po običaju ovdje se natječu juniori i skakači koji se bore za pristupnicu za Svjetski kup. Neki skakači se među sezonama natječu u obama natjecanjima. U muškoj je konkurenciji rekorder Stefan Thurnbichler s trima ukupnim pobjedama. U ženskoj konkurenciji najuspješnija je Anette Sagen s petorima uzastopnim pobjedama. Kontinentalni pokal za žene bilo je najviše natjecanje u ženskoj konkurenciji do sezone 2011./12., kad je krenuo Svjetski kup također i u ženskoj konkurenciji. 

## Vanjske poveznice
- FIS